# Мозамбикский метикал
Метика́л — денежная единица Мозамбика.
В обращении находятся купюры достоинством в 20, 50, 100, 200, 500 и 1000 метикалов, монеты в 1, 5, 10, 20 и 50 сентаво, 1, 2, 5 и 10 метикалов.

## История

### Старый метикал (MZM)
Метикал (MZM) заменил эскудо с 16 июня 1980 года. Метикал подвергся гиперинфляции и некоторое время носил звание наименее ценной валюты в мире с обменным курсом около 24 500 за один американский доллар (USD), пока этот титул не перешел зимбабвийскому доллару в августе 2005 года.

### Новый метикал (MZN)
1 июля 2006 года Мозамбик провел деноминацию метикала с курсом 1000:1. Новым кодом ISO 4217 стал MZN. Новые банкноты и монеты были представлены также 1 июля 2006 года. Переходный период, в течение которого имели равное хождение как старая, так и новая валюты, завершился 31 декабря 2006 года. В течение этого периода для новых метикалов использовалось сокращение MTn, но затем стало снова использоваться сокращение MT.
Старые метикалы принимались Банком Мозамбика до 31 декабря 2012 года.

## Банкноты

### Банкноты образца 1980—1989 года
| Серия 1980—1989 года | Серия 1980—1989 года | Серия 1980—1989 года | Серия 1980—1989 года | Серия 1980—1989 года | Серия 1980—1989 года                                                    | Серия 1980—1989 года                                                   | Серия 1980—1989 года | Серия 1980—1989 года |
| Изображение          | Изображение          | Номинал (метикалов)  | Размеры (мм)         | Основные цвета       | Описание                                                                | Описание                                                               | Годы печати          |                      |
| Лицевая сторона      | Оборотная сторона    | Номинал (метикалов)  | Размеры (мм)         | Основные цвета       | Лицевая сторона                                                         | Оборотная сторона                                                      | Годы печати          |                      |
| -------------------- | -------------------- | -------------------- | -------------------- | -------------------- | ----------------------------------------------------------------------- | ---------------------------------------------------------------------- | -------------------- | -------------------- |
|                      |                      | 50                   | 140×68               | коричневый           | сцена военного парада, Саморе Машелу передают флаг Мозамбика            | солдаты на тренировке                                                  | 1980 1983 1986       |                      |
|                      |                      | 100                  | 140×68               | зелёный              | портрет Эдуарду Мондлане, сцена поднятия флага                          | сцена военного парада, Монумент Независимости в Мапуту                 | 1980 1983 1986 1989  |                      |
|                      |                      | 500                  | 140×68               | синий                | заседание правительства, голосующие делегаты                            | сцена в лаборатории, сцена обучения взрослых грамоте                   | 1980 1983 1986 1989  |                      |
|                      |                      | 1000                 | 140×68               | розовый              | монумент ФРЕЛИМО в Мапуту, Самора Машел с детьми                        | сцена работ в шахте, сцена полевых работ                               | 1980 1983 1986 1989  |                      |
|                      |                      | 5000                 | 140×68               | фиолетовый           | фигурки из дерева Жоакина Чиссано, фрагмент картины Малангатаны Нгвенья | танцующие воины в национальных одеждах, музыканты в европейской одежде | 1986 1989            |                      |

### Банкноты образца 1991—2003 года
В 1994—2006 годах инфляция составляла тысячи процентов в год. В 2003 году была выпущена банкнота в 500 000 метикалов.
|  |  | 500     | 130×70 | синий голубой | Фигурки из дерева Жоакина Чиссано, фрагмент картины Малангатаны Нгвенья | Танцующие воины в национальных одеждах  | 1991 |
|  |  | 1000    | 137×70 | красный       | Портрет Эдуарду Мондлане, сцена поднятия флага                          | Монумент Независимости в Мапуту         | 1991 |
|  |  | 5000    | 144×70 | фиолетовый    | Портрет Саморы Машела, монумент ФРЕЛИМО в Мапуту                        | Сцена работы на сталелитейном комбинате | 1991 |
|  |  | 10 000  | 150×70 | сине-зелёный  | Портрет Жоакина Чиссано, ЛЭП на фоне Мапуту                             | Сцена полевых работ                     | 1991 |
|  |  | 20 000  | 155×66 | жёлто-зелёный | Фигурка ткущей женщины                                                  | Здание мэрии Мапуту                     | 1999 |
|  |  | 50 000  | 155×66 | коричневый    | Здание Банка Мозамбика                                                  | Вид на дамбу ГЭС Кахора-Баса            | 1993 |
|  |  | 100 000 | 166×66 | оранжевый     | Здание Банка Мозамбика                                                  | Вид на дамбу ГЭС Кахора-Баса            | 1993 |
|  |  | 200 000 | 155×64 | зелёный       | Здание Банка Мозамбика                                                  | Воины, исполняющие танец                | 2003 |
|  |  | 500 000 | 155×64 | фиолетовый    | Здание Банка Мозамбика                                                  | Сцена работы на сталелитейном комбинате | 2003 |

### Банкноты образца 2006—2017 года
В обороте находятся банкноты номиналом 20, 50, 100, 200, 500 и 1000 метикалов 2006, 2011 и 2017 годов выпуска. Оформление банкнот 2011—2017 года практически идентично таковому у банкнот 2006 года. Только 20, 50 и 100 метикалов изготовлены из пластика. Банкноты образца 2006 года изымаются из обращения по мере износа.
| Серия 2006—2017 года | Серия 2006—2017 года | Серия 2006—2017 года | Серия 2006—2017 года | Серия 2006—2017 года | Серия 2006—2017 года  | Серия 2006—2017 года | Серия 2006—2017 года  | Серия 2006—2017 года | Серия 2006—2017 года |
| Изображение          | Изображение          | Номинал (метикалов)  | Размеры (мм)         | Основные цвета       | Описание              | Описание             | Описание              | Годы печати          |                      |
| Лицевая сторона      | Оборотная сторона    | Номинал (метикалов)  | Размеры (мм)         | Основные цвета       | Лицевая сторона       | Оборотная сторона    | Водяной знак          | Годы печати          |                      |
| -------------------- | -------------------- | -------------------- | -------------------- | -------------------- | --------------------- | -------------------- | --------------------- | -------------------- | -------------------- |
|                      |                      | 20                   | 141×65               | фиолетовый розовый   | Портрет Саморы Машела | Носорог              | Портрет Саморы Машела | 2006 2011 2017       |                      |
|                      |                      | 50                   | 144×65               | коричневый жёлтый    | Портрет Саморы Машела | Большой куду         | Портрет Саморы Машела | 2006 2011 2017       |                      |
|                      |                      | 100                  | 147×65               | красный розовый      | Портрет Саморы Машела | Жирафы               | Портрет Саморы Машела | 2006 2011 2017       |                      |
|                      |                      | 200                  | 150×65               | синий зелёный        | Портрет Саморы Машела | Львы                 | Портрет Саморы Машела | 2006 2011 2017       |                      |
|                      |                      | 500                  | 153×65               | коричневый красный   | Портрет Саморы Машела | Буйволы              | Портрет Саморы Машела | 2006 2011 2017       |                      |
|                      |                      | 1000                 | 156×65               | зелёный голубой      | Портрет Саморы Машела | Слоны                | Портрет Саморы Машела | 2006 2011 2017       |                      |

### Банкноты образца 2024 года
В середине июня 2024 года Центробанк Мозамбика решил полностью обновить дизайн банкнотного ряда. Притом три купюры (20, 50 и 100 метикалов) являются полимерными, а ещё три банкноты (200, 500 и 1000 метикалов) — бумажными.
| Серия 2024 года | Серия 2024 года   | Серия 2024 года     | Серия 2024 года | Серия 2024 года      | Серия 2024 года       | Серия 2024 года              | Серия 2024 года       | Серия 2024 года | Серия 2024 года |
| Изображение     | Изображение       | Номинал (метикалов) | Размеры (мм)    | Основные цвета       | Описание              | Описание                     | Описание              | Годы печати     |                 |
| Лицевая сторона | Оборотная сторона | Номинал (метикалов) | Размеры (мм)    | Основные цвета       | Лицевая сторона       | Оборотная сторона            | Водяной знак          | Годы печати     |                 |
| --------------- | ----------------- | ------------------- | --------------- | -------------------- | --------------------- | ---------------------------- | --------------------- | --------------- | --------------- |
|                 |                   | 20                  | 141×65          | фиолетовый розовый   | Портрет Саморы Машела | Деревья и горы               | Нет                   | 16 июня 2024    |                 |
|                 |                   | 50                  | 144×65          | коричневый оранжевый | Портрет Саморы Машела | Большой куду                 | Нет                   | 16 июня 2024    |                 |
|                 |                   | 100                 | 147×65          | красный              | Портрет Саморы Машела | Корзины с овощами и фруктами | Нет                   | 16 июня 2024    |                 |
|                 |                   | 200                 | 150×65          | синий голубой        | Портрет Саморы Машела | Львы                         | Портрет Саморы Машела | 16 июня 2024    |                 |
|                 |                   | 500                 | 153×65          | розовый              | Портрет Саморы Машела | Парусные лодки               | Портрет Саморы Машела | 16 июня 2024    |                 |
|                 |                   | 1000                | 156×65          | зелёный салатовый    | Портрет Саморы Машела | Слоны                        | Портрет Саморы Машела | 16 июня 2024    |                 |